# John Norrman (tonsättare)
John Arthur Norrman, född 24 oktober 1895 i Hallsberg, död 27 februari 1979 i Eskilstuna, var en svensk musiklärare och tonsättare.
Norrman studerade vid Kungliga Musikkonservatoriet 1911–1913 och var folkskollärare och musiklärare i Eskilstuna 1919–1942. Han grundade i mitten av 1930-talet en musikskola som kom att bli en av Sveriges första kommunala musikskolor. Han var musikkonsulent och chef där 1943–1961. Han var också musikrecensent i Tidningen Folket 1945–1970.
Norrman invaldes som associé nr 206 av Kungliga Musikaliska Akademien den 26 november 1953, tilldelades Medaljen för tonkonstens främjande 1970 och invaldes som ledamot 760 av akademien den 1 juli 1971.
Som tonsättare odlade han främst romanskonsten i en stillsam, nordiskt romantisk ton. Till Eskilstunas 300-årsjubileum skrev han en jubileumskantat i en traditionell stil, påverkad av tysk musikkonst. En byst av honom finns i Eskilstuna liksom ett musikstipendium för musikstuderande ungdomar.

## Filmmusik (urval)
- 1937 – Adolf Armstarke – För dig, sköna Eufemia